# Friedrich Mussgay
Paul Friedrich Mussgay, född 3 januari 1892 i Ludwigsburg, död 3 september 1946 i Stuttgart, var en tysk SS-Obersturmbannführer och kriminalråd. Han var 1941–1945 chef för Gestapo i Stuttgart.

## Biografi
Mussgay deltog i första världskriget och dekorerades med Järnkorset. År 1917 antälldes han vid Stuttgarts polismyndighet.
Han inträdde i SS och NSDAP år 1933. Samma år blev han tjänsteman vid Württembergs politiska polismyndighet, vid vilken han inom kort utsågs till chef för underrättelseavdelningen. I november 1935 utnämndes Mussgay till kriminalråd och två år senare utökades hans befogenheter genom att han blev förhörsledare. Med hot och andra tvångsmedel utfrågade han misstänkta.
I mars 1939 tågade tyska trupper in i Prag och riksprotektoratet Böhmen-Mähren upprättades. Mussgay kommenderades då till Brünn för att där bygga upp Staatspolizeileitstelle, den statliga polismyndigheten.
Den 2 maj 1940 utnämndes Mussgay till ställföreträdande chef för Gestapo i Stuttgart. Den ordinarie chefen, Obersturmbannführer Joachim Boës, stupade vid östfronten i juli 1941 och Mussgay efterträdde då denne.

### Deportation av judar
Mussgay beordrade 1 000 judar att den 27 november 1941 infinna sig i parken Killesberg, norr om Stuttgart. Dessa deporterades till Riga i Rikskommissariatet Ostland. En månad senare tvångsförflyttades 278 judar till distriktet Lublin i Generalguvernementet. Flera hundra judar deporterades även till koncentrationslägret Theresienstadt. Enligt Mussgay var dessa deportationer en del av Württembergs "avjudaisering".

### Flykt och död
I andra världskrigets slutskede flydde Mussgay från Stuttgart, men han greps inom kort och fördes till ett militärfängelse. Han hängde sig i sin cell i början av september 1946.